# アンティ・リンネ
アンティ・ユハニ・リンネ（フィンランド語: Antti Juhani Rinne、1962年11月3日 - ）は、フィンランドの政治家。首相（2019年）、フィンランド社会民主党代表（2014年 - 2020年）。

## 来歴
元職は弁護士で、民間部門専門職労働組合 (ERTO) や給与生活者労働組合、貿易労働組合の各労組で議長を歴任した。2014年の社会民主党代表選に立候補し、ユッタ・ウルピライネンを破って当選。同年から翌年にかけて財務省兼副首相を務め、2015年には国会議員に初当選した。2019年の総選挙では社会民主党を勝利に導き、その結果、6月6日に首相に就任した。
2019年11月に発生したフィンランド郵政によるストライキへの対応をめぐって批判が高まり、連立政権が崩壊。12月3日にサウリ・ニーニスト大統領に辞表を提出した。
- アイノ＝カイサ・ペコネン社会問題・保健大臣、フィンランド福音ルター派教会のリーナ・アスコラ元司教らとプライド・パレードに参加（2019年6月29日）
- ウルズラ・フォン・デア・ライエン欧州委員会委員長と（2019年11月18日）
- 左からペッカ・ハービスト外相、ユハ・シピラ前首相、リンネ、リ・アンデション文相、アンナ＝マヤ・ヘンリクソン法相（2019年6月）
- フランスのセゴレーヌ・ロワイヤル北極・南極大使と（2019年11月29日）